# Hafsat Abdulwaheed

## Đầu đời
Hafsat Abdulwaheed sinh ngày 5 tháng 5 năm 1952. Bà là một tác giả người Nigeria, tác phẩm của bà được viết chủ yếu bằng tiếng Hausa. Bà còn là một nhà thơ, một nhà hoạt động nữ quyền. Bà đến từ khu phố Kofar Mata của thành phố Kano, miền bắc Nigeria. Bà học cấp 1 tại trường tiểu học Shahuci và trường cấp hai tại Trường nữ sinh tỉnh hiện được gọi là Trường trung học nữ sinh Shekara, cả hai đều ở bang Kano. Bà bắt đầu viết từ những ngày còn học tiểu học. Bà kết hôn với Muhammed Ahmed Abdulwaheed vào ngày 25 tháng 1 năm 1966 Đầu thập niên 70, bà trở thành nữ nhà văn Hausa đầu tiên xuất bản cuốn tiểu thuyết của mình. Vào những năm 2000, Bà đã cố gắng tham gia cuộc bầu cử thống đốc ở bang Zamfara, miền Bắc Nigeria. Bà đã viết hơn 30 cuốn sách, chỉ có năm trong số đó đã được xuất bản. Bà có một số đứa con và người lớn nhất trong số họ là Kadaria Amed, một nhà báo.

## Sự nghiệp viết lách
Hafsat Abdulwaheed đã viết hơn 30 cuốn sách, tiểu thuyết và thể loại phi hư cấu. Trong số này, ngoài So Aljannar Duniya, Yardubu Mai Tambai ("'Yardubu the Possessed" - tiểu thuyết), Nasiha ga Ma'aura (Lời khuyên dành cho các cặp vợ chồng
- phi hư cấu), Namijin Maza Tauraron Annabawa (phi hư cấu về cuộc đời của nhà tiên tri Muhammad), cũng như một tập thơ, tác phẩm đầu tiên bằng tiếng Anh, Ancient Dance, đã được xuất bản.